# Židé na Novém Zélandu
Židovská komunita na Novém Zélandu má přibližně 10 tisíc členů, což je z celkové populace Nového Zélandu (4,2 milionů) přibližně 0,23 %.

## Historie
Počátky židovského osídlení Nového Zélandu sahají do 30. let 19. století, kdy do tohoto státu přijeli první židovští obchodníci. Než se stal Nový Zéland britskou kolonií, tak čítala místní komunita méně než 30 lidí. Následní imigranti tvořili čtyři skupiny: starší rodiny ze Spojeného království, evropské uprchlíky z 30. a 40. let 20. století, rodiny emigrující z Británie v 50. letech a současné imigranty z Jihoafrické republiky, Izraele a bývalého SSSR. 
Mezi prominentní novozélandské Židy patří ministerský předseda Julius Vogel a nejméně pět Aucklandských starostů.